# Alfonso Sánchez Rodrigo

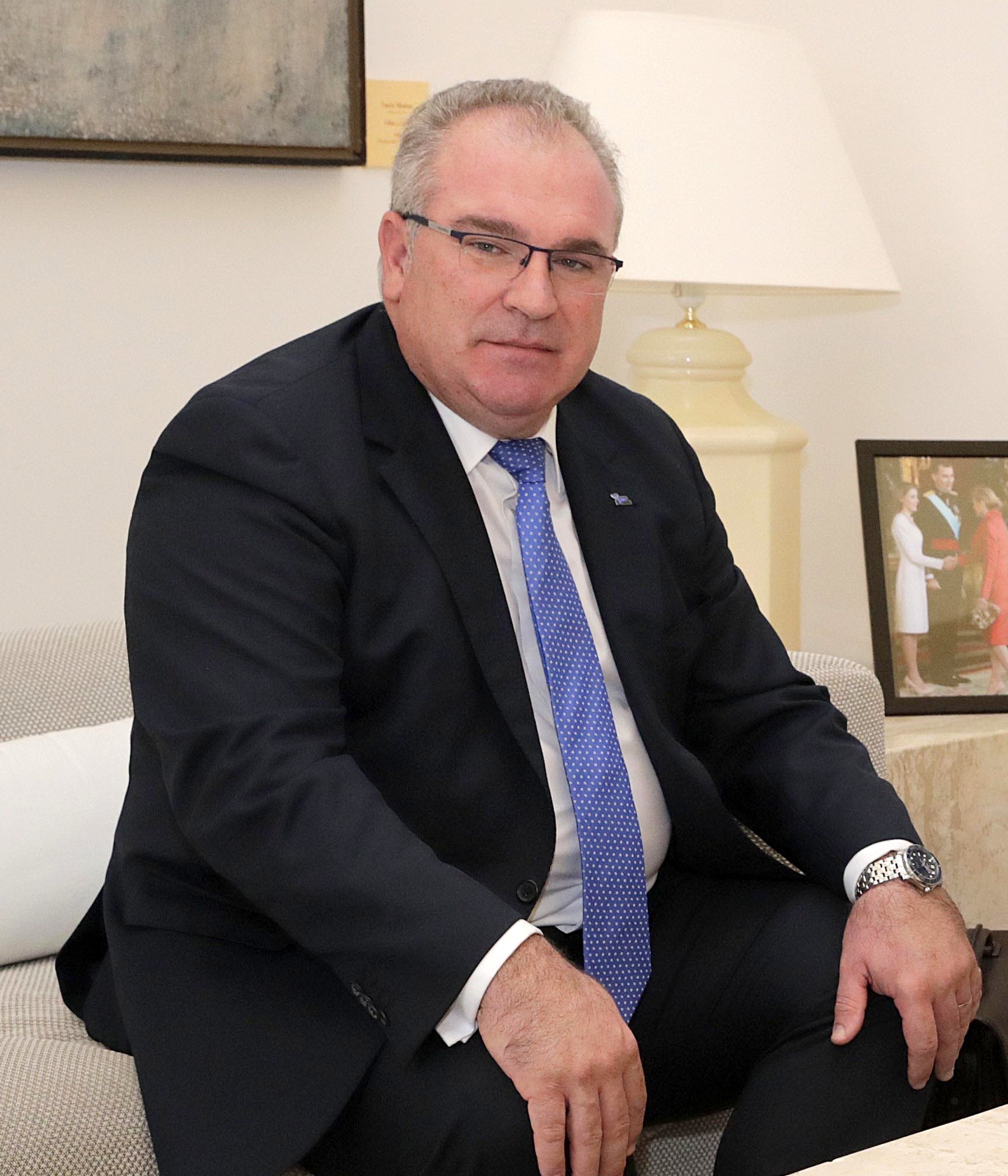
Alfonso Sánchez en 2016.

Alfonso E. Sánchez Rodrigo (Puertollano, 1965) es un guardia civil retirado español. Víctima de un atentado de ETA en 1985, en 2016 se convirtió en el séptimo presidente de la Asociación de Víctimas del Terrorismo.

## Biografía
Alfonso Sánchez Rodrigo nació en Puertollano en 1965. Su padre también era guardia civil.  El 9 de septiembre de 1985, con diecinueve años y poco después de ingresar en el instituto armado, fue víctima de un atentado terrorista, perpetrado por el «comando Madrid» de ETA en la plaza de la República Argentina de Madrid. Iñaki de Juana Chaos, en colaboración con Juan Manuel Soares Gamboa y Belén Hernández Peñalva, hizo explotar un coche bomba al paso de un microbús ocupado por guardias civiles que se dirigían a prestar servicio de vigilancia en la embajada soviética. Por fortuna, el estallido de la bomba no dio de lleno al vehículo y solo una persona resultó muerta, un ciudadano estadounidense, directivo de una multinacional, que corría por la zona. Dieciséis guardias civiles resultaron heridos, entre ellos Alfonso Sánchez, que viajaba en el microbús. A consecuencia de ello, estuvo tres meses y medio de baja. Una vez dado de alta volvió al servicio y menos de un año después fue destinado a la localidad guipuzcoana de Éibar, donde trabajaría durante varios años. En marzo de 1989, el «comando Eibar» fue desarticulado por la Guardia Civil y Sánchez estaba entre su lista de objetivos. En 2000, la Audiencia Nacional dictó sentencia por el atentado. Meses después, le dieron la incapacidad total para el servicio, consecuencia de las lesiones sufridas en el atentado.
A raíz del atentado que sufrió, Alfonso Sánchez ingresó en la Asociación de Víctimas del Terrorismo. Ha tenido en ella diversas responsabilidades y, en 2014 fue elegido secretario general y tesorero dentro de la candidatura de Ángeles Pedraza. En 2016 sucedió a esta última, que renunció a concurrir a la reelección, con el voto unánime de la asamblea general.